# اندريا ليزورو
اندريا ليزورو (بالإيطالية: Andrea Lisuzzo)‏ (26 يناير 1981 بباليرمو في إيطاليا - ) هو لاعب كرة قدم إيطالي في مركز قلب الدفاع. لعب مع نادي باليرمو ونادي بيزا ونادي سبيزيا ونادي فوجيا ونادي نوفارا وAlma Juventus Fano 1906 ‏ وASD Martina Calcio 1947 ‏ ونادي جيلا.

## وصلات خارجية
- اندريا ليزورو على موقع الاتحاد الأوربي (الإنجليزية)
- اندريا ليزورو على موقع قاعدة بيانات كرة القدم.إي يو (الإنجليزية)
- اندريا ليزورو على موقع Soccerway.com (الإنجليزية)
- اندريا ليزورو على موقع عالم كرة القدم.نت (الإنجليزية)